# Steinbruch Langenaltheim
Steinbruch Langenaltheim este o arie protejată (arie specială de conservare — SAC, sit de importanță comunitară — SCI) din Germania întinsă pe o suprafață de 78,21 ha, integral pe uscat.

## Localizare
Centrul sitului Steinbruch Langenaltheim este situat la coordonatele 48°53′29″N 10°57′52″E / 48.8914°N 10.9644°E.

## Înființare
Situl Steinbruch Langenaltheim a fost declarat sit de importanță comunitară în noiembrie 2004 pentru a proteja 1 specie de animale. Situl a fost protejat și ca arie specială de conservare în aprilie 2016.

## Biodiversitate
Situată în ecoregiunea continentală, aria protejată conține 1 habitat natural: Păduri de fag din Europa Centrală dezvoltate pe sol calcaros cu Cephalanthero-Fagion.
La baza desemnării sitului se află o specie protejată de  amfibieni: izvoraș-cu-burta-galbenă (Bombina variegata).